# قربط فضي
قربط فضي (الاسم العلمي:Filago argentea) هو نوع من النباتات يتبع جنس القربط من الفصيلة النجمية.